# Tifó Vera
El tifó Vera, també conegut com el tifó Isewan ((伊勢湾台風, Ise-wan Taifū)), va ser un cicló tropical excepcionalment intens que va arrasar el Japó el setembre de 1959, convertint-se en el tifó més fort i letal mai enregistrat que ha tocat terra al país. La intensitat de la tempesta va provocar danys catastròfics d'una gravetat sense precedents i va suposar un gran revés per a l'economia japonesa, que encara es recuperava de la Segona Guerra Mundial. Després del Vera, els sistemes d'emergència i gestió de desastres del Japó es van reformar significativament, i els efectes del tifó esdevingueren un punt de referència per a les futures tempestes que afectessin el país.
El Vera es va formar el 20 de setembre entre Guam i l'estat de Chuuk, i inicialment va seguir cap a l'oest abans de prendre un rumb més septentrional, assolint la força de les tempestes tropicals l'endemà. Arribat en aquest punt, el Vera va prendre un rumb més cap a l'oest i es va començar a intensificar ràpidament, assolint la seva màxima intensitat el 23 de setembre amb vents màxims sostinguts equivalents als d'un huracà actual de categoria 5. Amb pocs canvis en la força, el Vera es va girar i accelerar cap al nord, tocant terra el 26 de setembre prop de Shionomisaki a Honshu. Els patrons de vent atmosfèric van fer que el tifó s'endinsés breument cap a la mar del Japó abans de tornar cap a l'est i baixar cap a la costa Honshu per segona vegada. El desplaçament cap a terra va afeblir molt el Vera, i després de tornar a entrar a l'oceà Pacífic Nord al final d'aquell dia, el Vera es va convertir en un cicló extratropical el 27 de setembre i els seus efectes es van seguir notant durant dos dies més.
Encara que el Vera es va pronosticar amb precisió i la seva trajectòria cap al Japó es va preveure amb temps, la limitada cobertura de les telecomunicacions, combinada amb la manca d'urgència dels mitjans de comunicació japonesos i la intensitat de la tempesta, van inhibir en gran manera els possibles processos d'evacuació i mitigació del desastre. Les precipitacions de les bandes de pluja exteriors del temporal van començar a causar inundacions a les conques dels rius molt abans que la tempesta toqués terra. En arribar a la costa de Honshu, el tifó va provocar fortes inundacions costaneres que van destruir nombrosos sistemes de defensa contra les inundacions, negant regions costaneres i enfonsant vaixells. Els danys totals del Vera van arribar als 600 milions de dòlars (equivalents a 5.260 milions de dòlars en el 2019). El nombre de víctimes mortals causades pel Vera segueix sent confós, encara que les estimacions actuals indiquen que el tifó va causar més de 5.000 morts, això el converteix en un dels tifons més letals de la història del Japó. A més a més va causar gairebé 39.000 ferits i va deixar a un milió i mig de persones sense llar. Els governs japonesos i nord-americans van intentar iniciar les tasques de socors així que el tifó Vera es va desfer. Com a conseqüència de les inundacions provocades pel tifó, es van registrar epidèmies localitzades, incloses les de disenteria i de tètanus. La propagació de les malalties i el bloqueig de les runes van alentir les tasques de socors en curs. A causa dels danys i les pèrdues de vides sense precedents, després del Vera la Dieta Nacional va aprovar una llei per ajudar de manera més eficient les regions afectades i mitigar desastres futurs. Això va incloure l'aprovació de la Llei bàsica de contramesures de desastres el 1961, que establia normes per a l'ajuda en cas de desastre al Japó, incloent la creació del Consell Central de Prevenció de Catàstrofes.

## Història meteorològica

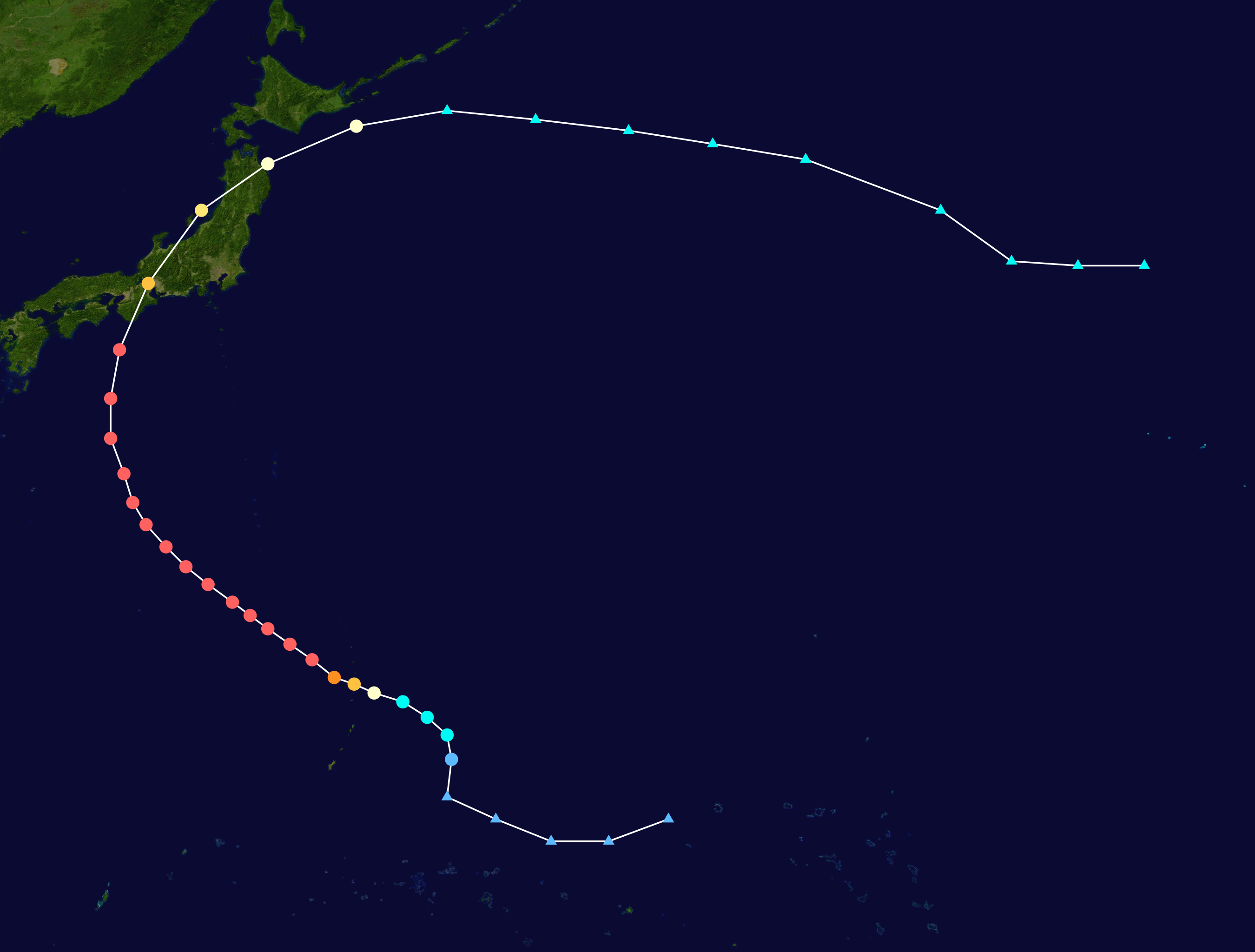
Seguiment de la ruta i la intensitat del tifó, segons l'escala d'huracans de Saffir-Simpson

L'origen del tifó Vera es pot resseguir fins a una zona difusa de baixes pressions que es va incorporar per primera vegada a l'anàlisi meteorològic de superfície a principis del 20 de setembre. En aquell moment, la pertorbació es trobava entre els estats de Guam i de Chuuk. Tot i que el Centre Conjunt d'Alerta de Tifons (CCAT) (en anglès Joint Typhoon Warning Center - JTWC) no va classificar la jove tempesta com un cicló tropical, l'Agència Meteorològica del Japó (AMJ) la va catalogar com a depressió tropical des de les 00.00 UTC. Inicialment, la depressió va seguir cap a l'oest, però provisionalment va canviar cap a un curs més septentrional el 21 de setembre. Cap al final d'aquell dia, la CCAT va enviar un avió de reconeixement per analitzar la pertorbació però no va poder arribar al seu centre a causa d'una avaria al motor. No obstant això, les dades recollides de la perifèria de la tempesta van ser suficients perquè el centre d'alerta pogués classificar la depressió com una tempesta tropical a les 18.00 UTC d'aquell dia. Malgrat les dades del vol, l'AMJ ja havia establert sis hores abans, que el fenomen tenia com a mínim intensitat tropical. Com a resultat de la re-classificació, la CCAT li va posar el nom de Vera a la tempesta tropical. En aquest moment, el cicló tropical va començar a prendre un rumb més occidental. A principis del 22 de setembre, un avió localitzava el Vera a 175 km al nord-nord-est de Saipan. Al llarg del dia, els vols periòdics de reconeixement de la tempesta mostraven que el Vera començava a intensificar-se ràpidament. Aquell dia més tard, cap a les 18.00 UTC, l'anàlisi de dades concloïa que el cicló tropical havia assolit la intensitat d”un tifó. La ràpida intensificació seguia l'endemà, els vents màxims sostinguts i la pressió baromètrica pujaven i baixaven ràpidament. Al mateix temps, la mida del Vera creixia fins a arribar a eixamplar-se 250 km. A les 06.00 UTC de l'endemà, el Vera assolia la seva pressió baromètrica mínima estimada 895 mbar (hPa) Això mostrava una caiguda de la pressió de 75 mbar (hPa) en les 24 hores anteriors. En arribar a la seva pressió mínima, es va estimar que el Vera havia assolit vents equivalents a una categoria 5 – la classificació més alta possible en l'actual escala de vents d'huracans Saffir-Simpson. Els vents del tifó van continuar augmentant abans d'arribar al seu punt màxim a les 12.00 UTC del 23 de setembre, quan els avions de reconeixement van informar de vents màxims sostinguts de 305 km/h. En arribar el vent a la seva màxima velocitat, el Vera es trobava a 645 km al nord-est de Guam. La capacitat del cicló tropical per intensificar-se ràpidament es va atribuir a una divergència atmosfèrica favorable i unes temperatures superficials del mar altament sostenibles. El Vera només va mantenir la intensitat màxima durant aproximadament dotze hores, però va continuar sent un potent cicló tropical. Amb molt pocs canvis de força, el tifó va seguir cap al nord-oest durant tot el 24 de setembre. A causa de la influència d'una zona d'alta pressió propera, el Vera va començar a girar gradualment i accelerar ràpidament sentit nord cap al Japó. A les 09.00 UTC del 26 de setembre, el Vera tocava terra per primer cop a Honshu, just a l'oest de Shionomisaki. En aquells moments, el tifó tenia uns vents màxims sostinguts de 260 km/h i una pressió baromètrica de 920 mbar (hPa). El Vera va travessar l'illa japonesa bastant de pressa a uns 61 km/h, i va sortir per la mar del Japó a les 15.30 UTC d'aquell dia. Tot i la seva curta estada a terra, el terreny va afeblir molt el cicló tropical. Seguint el corrent d'un vent de l'oest, el Vera es va veure arrossegat cap a l'est, com a resultat va tocar terra un segon cop prop de Sakata, Honshu, amb una intensitat equivalent a la d'un huracà de categoria 1. El Vera va reaparèixer dins l'oceà Pacífic Nord el 26 de setembre, després d'afeblir-se a causa de l'advecció d'aire fred i la seva contínua interacció amb la terra. A les 06.00 UTC del 27 de setembre, el CCAT va interpretar que el tifó s'havia debilitat fins a arribar a la intensitat d'una tempesta tropical. El centre d'alertes va interrompre el control periòdic del sistema, ja que el Vera havia començat a transformar-se en un cicló extratropical. En conseqüència, l”AMJ va reclassificar oficialment el temporal com a tempesta extratropical a les 12.00 UTC d'aquell dia. Les restes extratropicals del Vera van mantenir i van avançar cap a l'est durant els dos dies següents, abans que l'AMJ veiés per darrer cop la tempesta a les 12.00 UTC del 29 de setembre.

## Impacte
| Tifons importants amb noms especials (font: Agència Meteorològica del Japó) |        |                                                        |
| Nom                                                                         | Número | Nom en japonès                                         |
| Marie                                                                       | T5415  | Toyamaru Typhoon（洞爺丸台風）                         |
| Ida                                                                         | T5822  | Kanogawa Typhoon（狩野川台風）                         |
| Sarah                                                                       | T5914  | Miyakojima Typhoon（宮古島台風）                       |
| Vera                                                                        | T5915  | Isewan Typhoon（伊勢湾台風）                           |
| Nancy                                                                       | T6118  | 2nd Muroto Typhoon（第2室戸台風）                      |
| Cora                                                                        | T6618  | 2nd Miyakojima Typhoon（第2宮古島台風）                |
| Della                                                                       | T6816  | 3rd Miyakojima Typhoon（第3宮古島台風）                |
| Babe                                                                        | T7709  | Okinoerabu Typhoon（沖永良部台風）                     |
| Faxai                                                                       | T1915  | Reiwa 1 Bōsō Peninsula Typhoon（令和元年房総半島台風） |
| Hagibis                                                                     | T1919  | Reiwa 1 East Japan Typhoon（令和元年東日本台風）       |

Malgrat el bon pronòstic i seguiment que es va fer del Vera durant tota la seva durada els seus efectes van ser molt devastadors i duradors. A més de la intensitat de la tempesta, els greus danys i el gran nombre de morts es van atribuir en part a la falta d'urgència dels mitjans de comunicació japonesos abans que el Vera toqués terra. Tot i que les estimacions dels costos dels danys indicaven imports superiors a 261 milions de dòlars (equivalents a 2.290 milions de dòlars el 2019), altres estimacions de danys suggerien que els costos dels danys arribaven als 600 milions de dòlars (equivalents a 5.260 milions de dòlars el 2019). El nombre de morts continua sent confós, però els informes indiquen en general que van morir unes 5.000 persones, i que hi va haver centenars de desapareguts. A més dels morts, hi va haver gairebé 40.000 ferits, i 1,6 milions de persones es van quedar sense llar. A tot el país es van destruir aproximadament 834.000 llars i es van malmetre unes 210.000 ha de camps de cultiu. Els danys causats pel Vera el van convertir en el tifó més letal de la història japonesa, succeint al tifó Muroto de 1934. El Vera va ser també la tercera catàstrofe natural més letal al Japó durant el segle xx, només per darrere del gran terratrèmol de Hanshin del 1995 i del gran terratrèmol de Kantō del 1923.
Molt abans que el Vera toqués terra, es van produir fortes precipitacions, com a preludi del tifó, per tota la regió de Tōkai a partir del 23 de setembre, quan la tempesta va assolir la màxima intensitat sobre mar obert. A Nagoya, les precipitacions van arribar als 10 centímetres. En altres parts de la regió de Tōkai es van registrar gairebé 20 cm de pluja. Les precipitacions van provocar inundacions al llarg de diverses conques fluvials en la franja de la pluja. Es van produir precipitacions constants durant pas del Vera per Honshu, però les pitjors inundacions provocades per la pluja es van produir molt després de l'arribada a terra del tifó. A Kawakami, Nara, una esllavissada de terres va matar 60 persones després de colgar 12 habitatges.

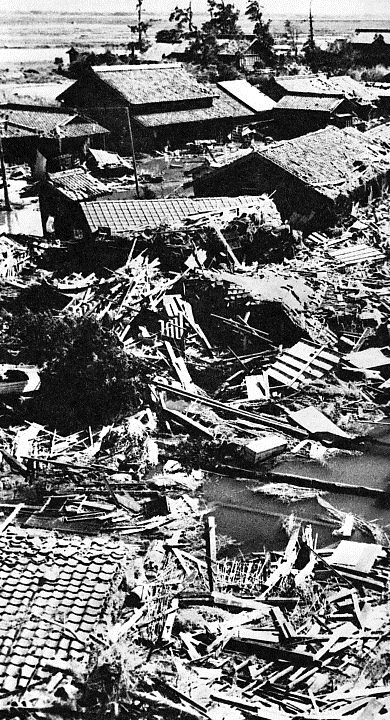
Danys del tifó Vera a Handa

La major part dels danys associats al Vera van ser el resultat d'inundació altament destructiva. A la costa, la intensitat del tifó va provocar una forta maror ciclònica que va inundar les regions costaneres baixes. A la badia d'Ise, l'altura de les aigües van augmentar en gran manera a causa de la curvatura del terreny i de la poca profunditat de la badia, això va permetre que l'aigua entrés fàcilment per tota la badia i cap a la costa. A més, la tempesta va passar per la zona amb la marea alta. Els nivells d'aigua van començar a pujar abans que el Vera toqués terra i van arribar al seu punt màxim quan del tifó va passar per Honshu el primer cop. Les mides més altes de les onades es van registrar al port de Nagoya, on els nivells d'aigua van arribar a un màxim de 3,9 m per sobre del normal. L'intens onatge de la tempesta va engolir o trencar fàcilment els dics de terra i altres mecanismes de prevenció d'inundacions al voltant de la badia d'Ise. Tanmateix, aquests dics costaners encara no estaven acabats del tot, i van quedar greument afectats per l'impacte de les inundacions del Vera. Només els sistemes de contenció d'inundacions acabats d'instal·lar al llarg de la part sud de la badia van poder resistir l'acció de les onades. A alta mar, les onades van enfonsar 25 vaixells de pesca, i milers d'altres embarcacions van encallar o van desaparèixer. En total, es van registrar danys en 7.576 vaixells. A més de les naus danyades, també es van perdre nombrosos vivers d'ostres, amb unes pèrdues de 6 milions de dòlars. També es van perdre 75 milions d'ostres perleres amb les onades, ocasionant pèrdues addicionals valorades en 10 milions de dòlars.
Cossos inflats—de persones i animals—suren en les aigües fangoses i marrons, que envolten el 95 per cent de Nagashima quan el tifó Vera va convertir els rius en assasins enfurismats.
La inundació resultant provocada per la tempesta del Vera va submergir les zones al voltant de la perifèria de la badia per llargs períodes, i algunes zones baixes van romandre sota l'aigua durant més de quatre mesos. A causa d'una fallida múltiple en els sistemes de prevenció d'inundacions en ràpida successió, junt amb la poca cobertura de les telecomunicacions agreujada pels forts vents del Vera, moltes persones de les regions afectades van tenir molt poc temps per evacuar la zona. Nagoya va ser una de les ciutats més afectades pel Vera, i com a resultat de la marea i el vent, el seu port va quedar fora de servei en menys de tres hores. Els efectes de les onades del tifó es van agreujar encara més per la destrucció dels magatzems de fusta del port Nagoya, que van deixar anar grans quantitats de troncs causant danys considerables a les estructures. L'alliberament dels troncs també va dificultar les tasques de socors després del pas del tifó. A tota la ciutat, 50.000 cases es van veure greument afectades per les inundacions, i unes 1.800 residències van ser arrancades de soca-rel. Els danys totals als cultius es va estimar en uns 30 milions de dòlars. Els cultius d'arròs van patir un fort impacte, amb 150.000 tones d'arròs perdudes. A més dels danys a les collites, es van perdre fruites per valor de 2,5 milions de dòlars i verdures per valor de 4 milions de dòlars. L'esfondrament d'un sol edifici a la ciutat va enterrar 84 persones sota la runa. Un incident similar a Naka, Ibaraki va enterrar unes 300 persones. Es van arrasar cases de la platja, i grans extensions de cultiu properes van ser molt malmeses. A més de les onades per la tempesta, Nagoya va patir vents sostinguts d'uns 145 km/h, amb ràfegues que van arribar als 260 km/h, cosa que va provocar la caiguda de les línies elèctriques i un tall en el subministrament elèctric. Al sud-est de Nagoya, a Handa, Aichi, unes 300 persones van morir després que les onades del Vera engolissin més de 250 llars. Les baixes per tot Aichi van pujar a 3.168 i unes 59.000 persones van resultar ferides, xifres basades en un cens fet el març de 1960. A la part occidental de la badia d'Ise, a la prefectura de Mie van morir 1.233 persones, i unes 5.000 en van resultar ferides. Aproximadament el 95% de Nagashima va quedar submergida sota l'aigua. A prop de Kuwuna van patir un destí semblant, ja que el 80% de la ciutat va ser arrasada. Allí, van morir 58 persones i 800 més es van veure desplaçades. Les ciutats de Kamezaki i Kamiyoshi també van ser arrasades per la inundació. Més cap a l'interior, a la prefectura de Nagano, els forts vents van arrancar els sostres de nombroses llars. L'aeròdrom Tachikawa de la Força Aèria dels Estats Units, prop de Tòquio, va patir danys importants pel tifó, amb un cost de danys superior al milió de dòlars.

## Les conseqüències
| Els tifons més letals del Pacífic                  |                  |      |          |
| Posició                                            | Tifó             | Any  | Víctimes |
| 1                                                  | Nina             | 1975 | 229.000  |
| 2                                                  | Tifó Juliol 1780 | 1780 | 100.000  |
| 3                                                  | Tifó Juliol 1862 | 1862 | 80.000   |
| 4                                                  | "Swatow"         | 1922 | 60.000   |
| 5                                                  | "China"          | 1912 | 50.000   |
| 6                                                  | "Haiphong"       | 1881 | 23.000   |
| 7                                                  | "Hong Kong"      | 1937 | 10.000   |
| 8                                                  | Joan             | 1964 | 7.000    |
| 9                                                  | Haiyan           | 2013 | 6.352    |
| 10                                                 | Vera             | 1959 | >5.000   |
| Article principal: Registre dels ciclons tropicals |                  |      |          |

Immediatament després del tifó Vera, el govern japonès va establir un quarter general de catàstrofes a Tòquio i va assignar recursos per ajudar a les zones afectades. El govern també va crear el Departament Central d'Ajuda de Desastres del Japó a Nagoya. A causa del gran cost estimat pel fort impacte del Vera, el Parlament japonès es va veure obligat a introduir un pressupost nacional complementari per cobrir les pèrdues. A partir del 27 de setembre es van obrir refugis i organismes governamentals locals van ajudar a rescatar els civils atrapats. El 29 de setembre, les forces d'autodefensa del Japó van començar a participar en les tasques de salvament. El tinent general dels Estats Units Robert Whitney Burns va ordenar a tots els soldats disponibles estacionats al Japó prendre part en les tasques de salvament pel tifó. Es va enviar l'USS Kearsarge a Nagoya per ajudar en les feines de rescat. A Nagoya, les inundacions van contaminar l'aigua potable, reduint considerablement el subministrament d'aigua neta. Malgrat les ràpides tasques de sanejament i desinfecció, es va produir una epidèmia de malalties en algunes parts de la ciutat. Es van registrar més de 170 casos de disenteria, juntament amb altres casos de gangrena i tètanus. El Vera va causar escassetat d”aigua i aliments, que es van haver de racionar, fet que va provocar greus problemes de fam en les poblacions afectades.

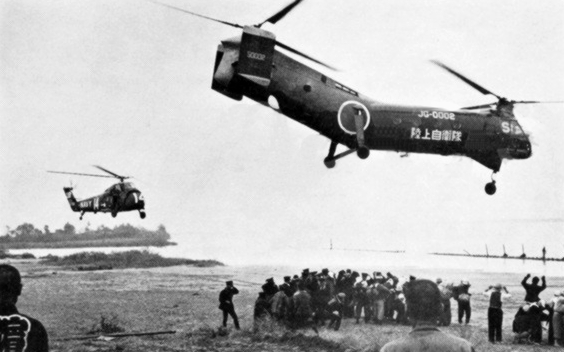
Un helicòpter nord-americà HSS-1 i un helicòpter japonès Model 44A evacuen civils afectats pel tifó.

Com a resultat de les esquerdes als dics de contenció al voltant de la badia d'Ise, l'aigua de mar va continuar entrant a les zones inundades després del pas del Vera, alentint les feines de reparació. Una esquerda que abastava 150 km de diàmetre va necessitar 5.000 persones, 32.000 sacs de sorra, i excavadores enviades pel Ministeri de Defensa japonès per alleujar el cabal d'aigua. Al districte d'Aichi, les tasques de reconstrucció de dics, carreteres i infraestructures van durar fins a finals de desembre de 1959. A causa de les pèrdues sofertes per la indústria perlera com a conseqüència del tifó, s'esperava que la producció de perles japoneses disminuís un 30% el 1959, i que les pèrdues en la producció fossin del 40% el 1960. A la indústria s'esperaven pèrdues monetàries superiors als 15 milions de dòlars, causant un augment del 20% dels costos de les perles japoneses. A més, s'esperava que els efectes del Vera sobre la indústria de la perla del país duressin durant dos o tres anys.

## Reformes de l'ajuda i mitigació dels desastres
La destrucció sense precedents causada pel Vera va motivar al parlament japonès aprovar una legislació per a ajudar de manera més eficient les regions afectades i mitigar desastres futurs. L'octubre de 1959, en una sessió parlamentària especial es van promulgar diverses mesures coordinades per diversos ministeris governamentals, i es van establir les ajudes a les persones afectades pel Vera i altres desastres naturals al Japó entre agost i setembre d'aquell any. Es va aprovar una llei de llarga durada motivada pels efectes del Vera, la Llei bàsica de contramesures en cas de desastre, considerada àmpliament com la "pedra angular de les lleis pel que fa a la reducció del risc de desastres al Japó". La llei va crear el Consell Central de Prevenció de Catàstrofes, encarregat de coordinar la reducció del risc de catàstrofes. La llei també exigia l'elaboració d'un pla anual de prevenció de catàstrofes, que es presentaria anualment al parlament japonès. Finalment, la llei va establir l'1 de setembre com el Dia Nacional de la Prevenció de Catàstrofes. A banda de la reforma legislativa, el trencament dels sistemes de defensa costaners contra les inundacions durant el Vera, va obligar a redissenyar aquests sistemes. A Nagoya, es va crear una normativa per a la construcció costanera i les seves altures. També es va posar en marxa el desenvolupament de defenses contra les inundacions a les badies d'Ise, Osaka i Tòquio. Les altures d'aquests sistemes de defensa es van basar en els pitjors escenaris i en les altures màximes de les onades causades pel tifó.